# Galeriegrab Calden II

Schema einer Galerie am Beispiel Pierre-aux-Fées

Das von 1990 bis 1992 untersuchte Galeriegrab Calden II liegt im nordhessischen Landkreis Kassel, etwa 100 m südlich des Erdwerks von Calden und weist enge Verbindungen zur Galerie I auf. Chronologisch ist es jünger und zeigt Parallelen zur Nutzungsphase B des Erdwerks.

## Lage
Das Galeriegrab II liegt außerhalb des doppelten Grabenringes des Erdwerks, unter einem Wirtschaftsweg. Die Anlage wurde 1969 beim Verlegen einer Wasserleitung angeschnitten. Eine spätere Kontrolle ließ den Verdacht auf ein Galeriegrab aufkommen, zumal 1969 bereits Quarzitblöcke und menschliche Knochen zutage gekommen waren. Suchschnitte bestätigte den Verdacht. In der Folge wurde die Megalithanlage parallel zum Erdwerk untersucht.

## Beschreibung
Die jüngsten Eingriffe und ältere Störungen von der Bronzezeit bis ins Mittelalter haben die Anlage mehr als Galeriegrab I in Mitleidenschaft gezogen. Dass eine Rekonstruktion möglich ist, liegt an der Konstruktionsweise. Ähnlich wie beim Erdwerk wurden die Fundamentgräben der Tragsteine in den anstehenden Muschelkalk eingetieft. Gleiches gilt für die Grabsohle, so dass sich die Befunde gegenüber späteren Störungen als extrem robust erwiesen.
Das Galeriegrab ist Südwest-Nordost orientiert, der Zugang befindet sich im Nordosten. Die Außenlänge beträgt 11,9 m, die maximale Breite 3,8 m. Anhand der Standspuren und der Ausbruchgruben zum Entfernen von Steinen kann die Anzahl der ehemaligen Wandsteine auf 18 festgelegt werden, je acht Seiten- und je ein Endstein. Erhaltene Tragsteine ermöglichen eine Rekonstruktion der lichten Höhe der Kammer: Sie lag bei etwa 1,4 m im Zugangsbereich und 1,05 m im hinteren Teil. Wie beim Galeriegrab I bleibt auch die Gestaltung des Zugangs unsicher. Anhand der Parallelen im nordhessischen Gebiet der „Galeriegräber vom Typ Züschen“ ist ein antenartiger Zugang und ein Seelenloch die wahrscheinlichste Variante. Die Zahl der Decksteine bleibt ungewiss, wobei sieben eine denkbare Menge darstellt. Die Anlage dürfte überhügelt gewesen sein. Zahlreiche Kalk- und Sandsteinplatten um die Anlage sprechen für einen von Trockenmauerwerk gefassten Hügelfuß und im Zugangsbereich für eine ebensolche Fassade.

## Funde

### Bestattungen
Trotz der Störungen waren die Bestattungen im hinteren Kammerdrittel gut erhalten. Das Ritual scheint in großen Teilen deckungsgleich mit dem im Galeriegrab I festgestellten gewesen zu sein. Beobachtungen während der Grabung und anthropologische Analysen bestätigen, dass die Toten in gestreckter Rückenlage, koaxial zur Anlagenachse mit dem Kopf zum Zugang (Nordosten) niedergelegt wurden. Nebenbei gibt es Anzeichen für eine Orientierung von Kinderleichen quer zur Achse. Vereinzelt auftretender Leichenbrand belegt die birituelle Bestattungsweise, ein in der Wartbergkultur mehrmalig auftretender Befund. Die Individuenzahl liegt bei mindestens 78. Bezogen auf die gesamte Kammer kann von 200 Bestatteten ausgegangen werden.

### Beigaben
Auch die Beigabensitte entspricht der von Galeriegrab I. Die Keramikfunde konzentrieren sich auf den Bereich vor dem Zugang, mit Indizien für eine in situ-Zerscherbung. Zu den Gefäßen zählen eine Tontrommel mit Buckel- und Lochverzierung (letztere im Fußbereich), eine tiefstichverzierte und eine kalottenförmige Schale mit Bandhenkel, ein Kragenflaschenfragment sowie Randscherben von eiförmigen Töpfen mit tiefen Einstichen unterhalb des Randes, wie sie als Leitform der Nutzungsphase B des Erdwerks auftreten. Ebenfalls im Zugangsbereich wurde das Fragment eines großen Rechteckbeiles aus Wiedaer Schiefer gefunden. Aus dem Kammerinneren stammt eine zweite Tontrommel, die wohl im Rahmen des Totenkultes eingesetzt wurde.
Die übrigen Funde in der Bestattungsschicht bestehen aus durchbohrten Zähnen von Braunbär, Dachs, Fuchs, Hund, Pferd und Wolf, unretuschierten Feuersteinklingen sowie einer Reihe von triangulären und querschneidigen Pfeilspitzen aus Feuerstein und Kieselschiefer. Bemerkenswert sind eine ringförmige Bernsteinperle und eine polierte, durchbohrte Knochenscheibe.

## Zeitstellung
Zwei 14C-Datierungen an menschlichen Knochen ergaben gegenüber Galeriegrab I ein deutlich jüngeres Alter (um 3100 v. Chr.). Das Ergebnis stimmt mit der Keramik der Nutzungsphase B des Erdwerks und der typochronologischen Datierung der Tiefstichkeramik überein.

## Galeriegrab I und II im Vergleich
Das Baumaterial wurde durch die lokale Verfügbarkeit des Tertiärquarzits bestimmt. In den Kammerabmessungen sind deutliche Affinitäten vorhanden. Augenfällig wird dies bei den Kammerbreiten, die kaum auf Zufall beruhen dürften. Der Abstandswert für die Mitte der Fundamentgräben, der zwischen 2,65 und 2,80 schwankt, entspricht dem Doppelten des Maßes, das für die Breite der Zugänge ins Erdwerk ermittelt wurde. In der Länge scheint Galeriegrab I die spätere Anlage II um ein Wandsteinpaar übertroffen zu haben.
Grabritus und Beigabensitte entsprechen sich bis ins Detail. Wobei Leichenbrand in Galeriegrab I nicht beobachtet wurde, was aber möglicherweise auf die damalige Grabungstechnik (1948) zurückzuführen ist. Galeriegrab I wurde, nach der Keramik und den 14C-Daten zu urteilen, am Beginn der Wartbergkultur um oder vor 3400 v. Chr. errichtet. Für Galeriegrab II gibt es dagegen keine Indizien, die eine Konstruktion wesentlich vor 3200 v. Chr. zulassen. Die Anlagen folgen demnach aufeinander, verbunden durch eine Tradition in Architektur und Ritus.

## Spätere Aktivitäten
Wann die Demontage des Galeriegrabes begann, ist nicht zu ermitteln. Becherscherben im Störungsbereich oberhalb eines verkippten Wandsteines gehören in die Zeit der Einzelgrabkultur (2800–2300 v. Chr.). Am Ende der mittleren Bronzezeit (1600–1300 v. Chr.) wurde ein Stein entfernt. In der entstandenen Grube wurde ein Feuer entfacht und nach dem Erkalten der Glut ein sechs Monate altes Schaf niedergelegt und mit einer Steinpackung abgedeckt. Es ist denkbar, dass zu diesen rituellen Aktivitäten auch die Versenkung des unmittelbar benachbarten Wandsteines gehörte, für den eine Grube in den anstehenden Kalk des Kammerbodens geschlagen wurde. Ein dichtes Scherbenlager belegt Aktivitäten am Galeriegrab bis in die Eisenzeit. Für den besonders massiven südöstlichen Abschlussstein ist schließlich eine Entfernung im Hochmittelalter nachweisbar.